# Poa afghanica
Poa afghanica är en gräsart som beskrevs av Norman Loftus Bor. Poa afghanica ingår i släktet gröen, och familjen gräs. Inga underarter finns listade i Catalogue of Life.